# Gontar Baru
Gontar Baru is een bestuurslaag in het regentschap Sumbawa van de provincie West-Nusa Tenggara, Indonesië. Gontar Baru telt 1046 inwoners (volkstelling 2010).